# Carlo Chiostri

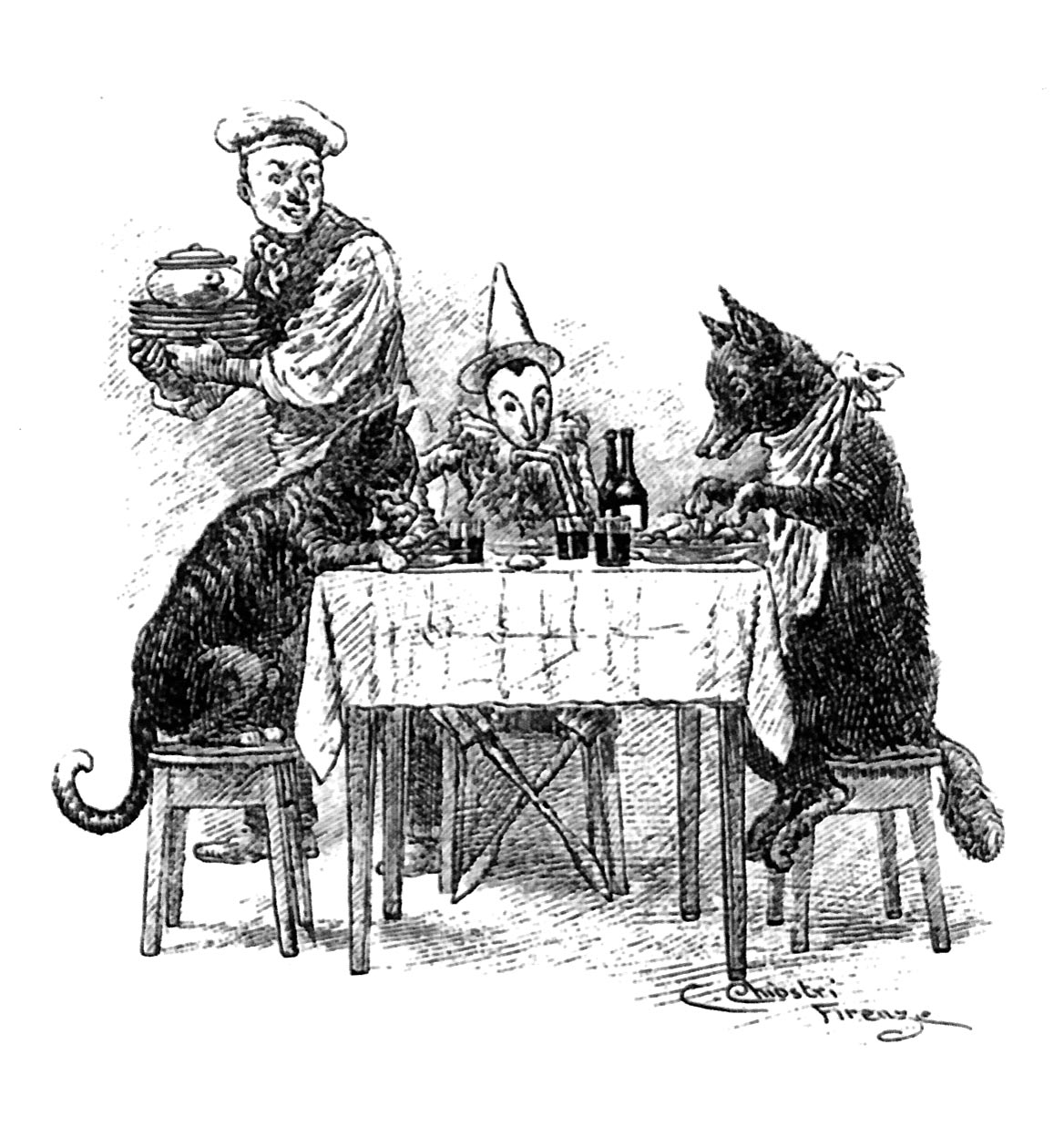
Carlo Chiostri, Pinocchio col Gatto e la Volpe al Gambero Rosso, 1901

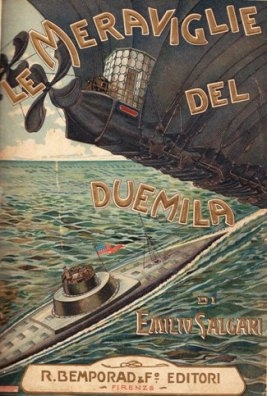
Copertina di Carlo Chiostri per il romanzo di Emilio Salgari Le meraviglie del duemila (1907).

Carlo Chiostri (Firenze, 5 maggio 1863 – Firenze, 9 luglio 1939) è stato un pittore e illustratore italiano tra i primi illustratori di Pinocchio nel 1901.

## Biografia
Carlo Chiostri, "figurinaio fiorentino", realizzò i suoi primi disegni alla fine dell'Ottocento. Collaborò principalmente con gli editori Bemporad e Salani. Per il Pinocchio di Carlo Collodi  le sue illustrazioni furono eseguite a penna e acquerello; poi incise su legno da Adolfo Bongini, a scapito però dello sfumato.
I disegni per il libro Ciondolino (1896) di Vamba, furono eseguiti con la fotoincisione e quindi "restituiti all'eleganza e alla grazia dell'originale".
Chiostri lavorò anche per i testi di molti autori, fra i quali Alberto Cioci (Lucignolo, l'amico di Pinocchio), Luigi Capuana, Emma Perodi, Collodi Nipote, Emilio Salgari, Victor Hugo, Ida Baccini  e Tommaso Catani, di cui illustrò tutte le opere. Collaborò a Il giornalino della Domenica.
Scrisse Il falco e la colomba: melanconie d'un Gatto bigio nel 1910 e illustrò anche cartoline.
Piero Bernardini ha scritto di Carlo Chiostri: 
E Giuseppe Pollicelli: 
Nell'opera del Chiostri sono presenti realtà oggettive assieme a elementi magici e surreali.
È sepolto nel Cimitero Monumentale della Misericordia dell'Antella, Comune di Bagno a Ripoli, provincia di Firenze.

## Omaggi
Le illustrazioni di Chiostri vennero usate come immagini dei titoli di testa per il telefim in 6 puntate Le avventure di Pinocchio di Luigi Comencini, le immagini servivano a far capire i capitoli che venivano adattati negli episodi.